# Морозов (лунный кратер)
Кратер Морозов (лат. Morozov) — крупный ударный кратер в экваториальной области обратной стороны Луны. Название присвоено в честь русского и советского ученого Николая Александровича Морозова (1854—1946) и утверждено Международным астрономическим союзом в 1970 г.

## Описание кратера

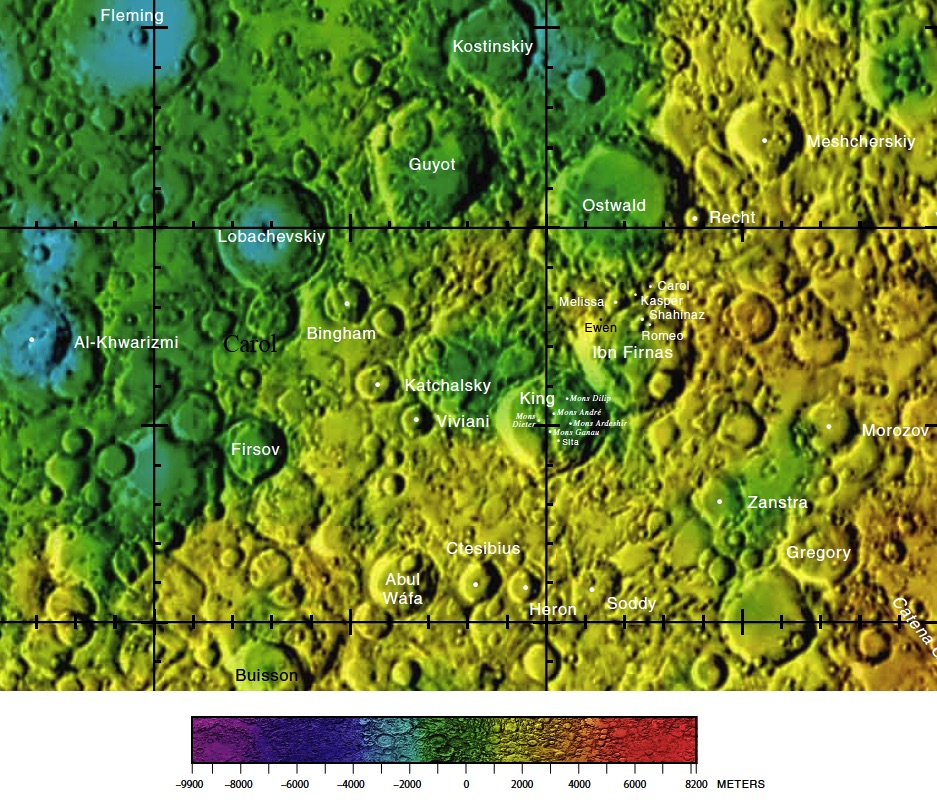
Окрестности кратера Морозов. Фрагмент карты обратной стороны Луны.

Ближайшими соседями кратера являются кратер Ибн Фирнас на западе-северо-западе; кратер Ветчинкин на востоке-северо-востоке; кратер Грин на востоке; кратер Грегори на юге и кратер Занстра на юго-западе. Селенографические координаты центра кратера 4°37′ с. ш. 127°20′ в. д. / 4,62° с. ш. 127,33° в. д., диаметр 41,0 км, глубина 2,2 км.
Кратер Морозов имеет полигональную форму и практически полностью разрушен. Вал сглажен, в восточной части трудно различим, лучше всего сохранилась западная часть вала отмеченная скоплением кратеров различного размера. Высота вала над окружающей местностью 1050 м, объем кратера составляет приблизительно 1300 км³. Дно чаши относительно ровное, в западной части отмечено скоплением кратеров. Северо-западную часть вала и западную часть чаши пересекают две почти параллельные цепочки кратеров.

## Сателлитные кратеры
| Морозов | Координаты                                            | Диаметр, км |
| ------- | ----------------------------------------------------- | ----------- |
| C       | 5°34′ с. ш. 128°48′ в. д. / 5,57° с. ш. 128,8° в. д.  | 9,8         |
| E       | 5°34′ с. ш. 130°28′ в. д. / 5,56° с. ш. 130,47° в. д. | 12,6        |
| F       | 4°55′ с. ш. 130°12′ в. д. / 4,92° с. ш. 130,2° в. д.  | 56,0        |
| Y       | 6°41′ с. ш. 127°13′ в. д. / 6,69° с. ш. 127,21° в. д. | 40,8        |

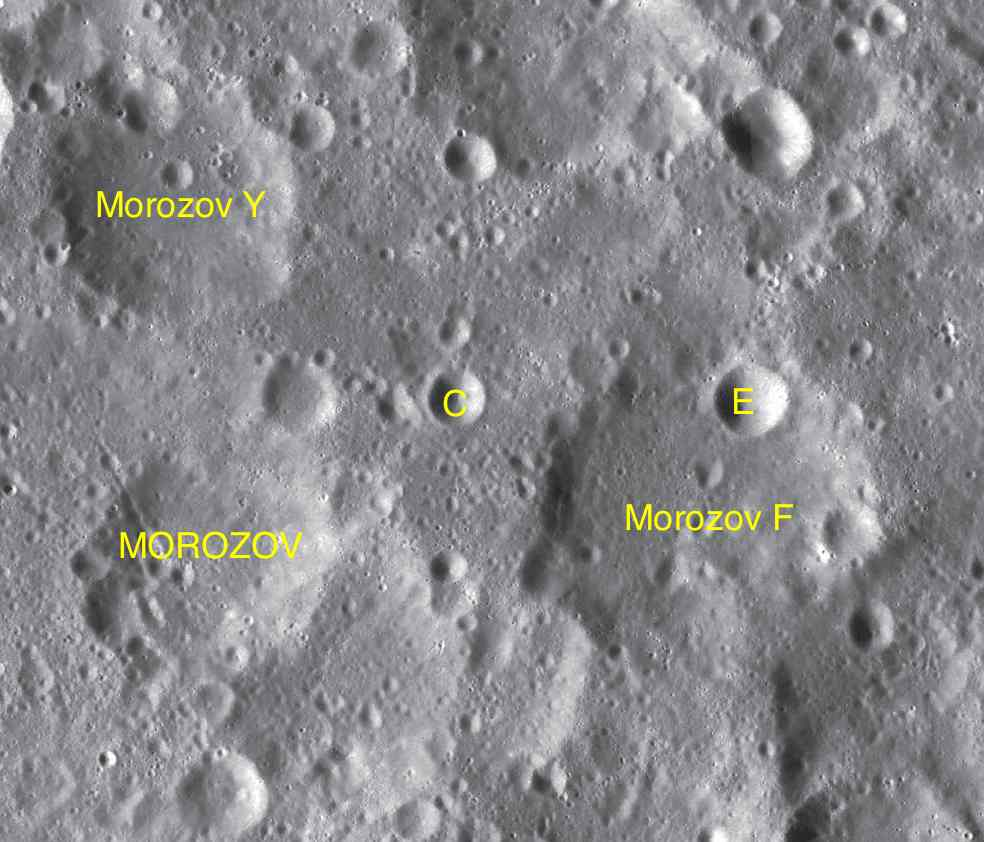
Фрагменты карт LAC-65, LAC-66.

- Образование сателлитного кратера Морозов F относится к донектарскому периоду[4].
- Образование сателлитного кратера Морозов Y относится к нектарскому периоду[4].